# 常山药业
河北常山生化药业股份有限公司（深交所：300255）簡稱常山药业，是中華人民共和國河北省一家製藥企業，成立於2000年9月28日。2011年8月19日，常山药业在創業板上市。
2018年5月中旬，常山藥業投產偉哥藥品後，在深圳證券交易所發布公告稱自己的子公司獲得偉哥藥品生產許可證《药品GMP证书》，並稱「1.4亿中国人患有勃起功能障碍，市場廣闊」。而河北证监局經調查後表示，常山药业公告中的内容是該公司通过互联网检索到国信证券於2014年5月底发布的相关研究报告後，选择性引用部分数据，也未注明数据来源，存在不准确、不完整的情形，可能致使投资者对其投资行为发生错误判断。公告內容违反中華人民共和國製定的《证券法》，构成信息披露违法行为。2020年12月29日，河北证监局对常山药业给予警告并处以60万元的罚款。

## 外部連結
- 官方网站